# Обязательство о явке

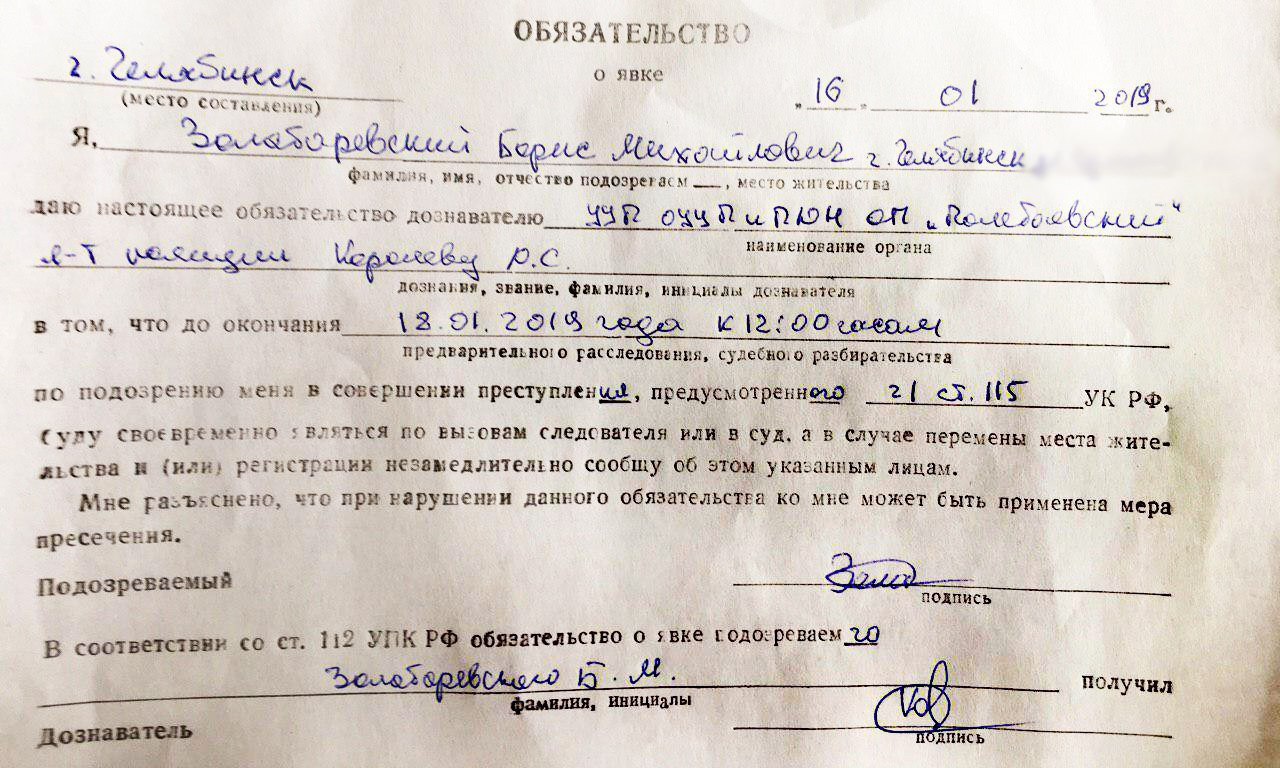
Обязательство о явке подозреваемого в уголовном преступлении, Челябинск, 16 января 2019 года

Обяза́тельство о я́вке — мера процессуального принуждения по уголовным делам в России и в некоторых иных странах (Белоруссия, Казахстан). Применяется в России в отношении участников уголовного процесса: подозреваемых, обвиняемых, подсудимых, потерпевших, свидетелей, экспертов, специалистов, переводчиков и понятых. Выражается в том, что лицо дает письменное обязательство являться по вызову органа расследования или суда. Кроме того, давшие обязательство о явке подозреваемый, обвиняемый, подсудимый, потерпевший и свидетель обязаны также сообщать органу расследования (суду) о перемене места жительства. В отличие от подписки о невыезде обязательство о явке не является мерой пресечения.
В России обязательство о явке применяется по решению суда также в отношении сторон по административным делам (что предусмотрено Кодексом административного судопроизводства Российской Федерации). Также обязательство о явке на практике (КоАП РФ не предусматривает применение обязательства о явке) иногда отбирается у лица, в отношении которых ведется производство по делу об административном правонарушении.

## В уголовно-процессуальном праве Российском империи и СССР
Обязательство о явке отсутствовало в праве Российской империи. Устав уголовного судопроизводства 1864 года предусматривал подписку о явке к следствию и неотлучке с места жительства (как меру пресечения), а также 4 иные меры процессуального принуждения: привод (статьи 388—402), денежное взыскание (статьи 69, 438), наложение ареста на имущество (статьи 268, 305) и отстранение от должности (статья 1100).
В советском уголовно-процессуальном праве появилось обязательство о явке. Данная мера процессуального принуждения прописана в Уголовно-процессуальном кодексе РСФСР, принятом в 1922 году. Принятый в 1960 году Уголовно-процессуальный кодекс РСФСР предусматривал 5 иных мер принуждения: привод, обязательство о явке, отстранение от должности, наложение ареста на имущество и денежное взыскание. При этом согласно части 4 статьи 89 Уголовно-процессуального кодекса РСФСР обязательство о явке можно было взять только у подозреваемого (обвиняемого), если не было основания для применения к нему мер пресечения. В итоге у подозреваемого (обвиняемого) брали обязательство являться по вызовам органов дознания и суда и сообщать о перемене места жительства. Обязательство о явке также можно было отобрать у лица, в отношении которого велась протокольная форма досудебной подготовки материалов (часть 2 статьи 415 Уголовно-процессуального кодекса РСФСР). В середине 70-х годов XX века были проведены обобщения следственной практики, которые выявили отдельные случаи, когда следователи отбирали у обвиняемых обязательства являться по вызовам и сообщать о перемене места жительства.
Вступивший в силу 1 июля 2002 года Уголовно-процессуальный кодекс Российской Федерации (пришел на смену Уголовно-процессуальному кодексу РСФСР 1960 года) ввел следующие новшества:
- Отдельную главу «Иные меры процессуального принуждения» (статьи 111—118);
- Понятия «меры процессуального принуждения» и «иные меры процессуального принуждения» и их систему;
- Измененение круга участников уголовного процесса, в отношении которых могут применяться иные меры принуждения.

## В уголовно-процессуальном праве России
В статье 112 Уголовно-процессуального кодекса Российской Федерации указаны лица, к которым может быть применено обязательство о явке и разъясняется содержание данной меры процессуального принуждения:

1. При необходимости у подозреваемого, обвиняемого, а также потерпевшего или свидетеля может быть взято обязательство о явке.

2. Обязательство о явке состоит в письменном обязательстве лица, указанного в части первой настоящей статьи, своевременно являться по вызовам дознавателя, следователя или в суд, а в случае перемены места жительства незамедлительно сообщать об этом. Лицу разъясняются последствия нарушения обязательства, о чем делается соответствующая отметка в обязательстве.
Часть 2 статьи 111 Уголовно-процессуального кодекса Российской Федерации предусматривает (по состоянию на 2019 год) также иных субъектов, у которых можно отобрать обязательство о явке, но которые не обязаны сообщать о перемене своего места жительства суду (органу расследования):
- Эксперт;
- Специалист;
- Переводчик;
- Понятой.

Правом применения обязательства о явке (согласно статье 111 Уголовно-процессуального кодекса Российской Федерации) наделены дознаватель, следователь и суд.
Лицо, к которому применено обязательство о явке, имеет право его обжаловать в судебном порядке. В случае незаконного применения меры процессуального принуждения в соответствии с частью 3 статьи 133 Уголовно-процессуального кодекса Российской Федерации лицо, к которому мера применена, имеет право на возмещения вреда от применения меры

### Цели обязательства о явке
В качестве цели применения иных мер процессуального принуждения (в том числе обязательства о явке) в отношении обвиняемого (подозреваемого) законодатель называет в статье 11 Уголовно-процессуального кодекса Российской Федерации необходимость соблюдения обвиняемым (подозреваемым) установленного законом порядка уголовного судопроизводства. Кроме того, мера процессуального принуждения применяется к обвиняемому (подозреваемому) в целях надлежащего исполнения приговора.

### Отличие обязательства о явке от подписки о невыезде
В российском уголовно-процессуальном праве существует (она существовала и в советском уголовно-процессуальном праве) похожая мера — подписка о невыезде и надлежащем поведении, которая является мерой пресечения. Отличие обязательства о явке от подписки о невыезде заключается в праве на свободный выезд из населенного пункта, где человек проживает.
В отличие от лица, давшего подписку о невыезде, участник процесса, подписавший обязательство о явке не обязан получать разрешение органа расследования или суда для изменения места своего жительства. Если же обязательство о явке дал эксперт, специалист, переводчик или понятой, то он не обязан сообщать о перемене места жительства.
Вместе с тем обязательство о явке означает согласие давшего его лица на ограничение его конституционного права на свободу передвижения (статья 27 Конституции Российской Федерации), поскольку реализация этого права зависит от решения органа расследования или суда явиться по вызову в определенное место и определенное время.

### Ответственность за нарушение обязательства о явке
Нарушение обязательства о явке влечет применение меры пресечения. Также в отношении лица, нарушившего обязательство о явке, предусмотрены такие меры как привод или денежное взыскание

## В производстве по административным делам
Согласно части 1 статьи 121 Кодекса административного судопроизводства Российской Федерации суд вправе применить к лицу, участвующему в судебном разбирательстве, меру процессуального принуждения — обязательство о явке. Данная положение является специальным по отношению к общему правилу части 1 статьи 116 Кодекса административного судопроизводства Российской Федерации, согласно которому меры процессуального принуждения в административном судебном процессе применяются к лицам, нарушившим установленные в суде правила и препятствующим осуществлению административного судопроизводства. Обязательство о явке может быть применено к участникам процесса даже если они ранее не нарушали процессуальных обязанностей (включая обязанность явиться в суд). Обязательство о явке применяется:
- судьей суда первой инстанции сразу после принятия административного искового заявления к производству или при назначении административного дела к судебному разбирательству;
- судьей суда апелляционной инстанции — при подготовке административного дела к рассмотрению в суде апелляционной инстанции;
- судьей суда кассационной инстанции — при рассмотрении вопроса о передаче кассационных жалобы (представления) с административным делом для рассмотрения судом кассационной инстанции.

О применении обязательства о явке суд выносит определение, копия которого вручается под роспись (направляется) лицу, в отношении которого оно вынесено. С момента получения копии этого определения обязательство о явке считается возникшим (примененным).

## В производстве по делам об административных правонарушениях

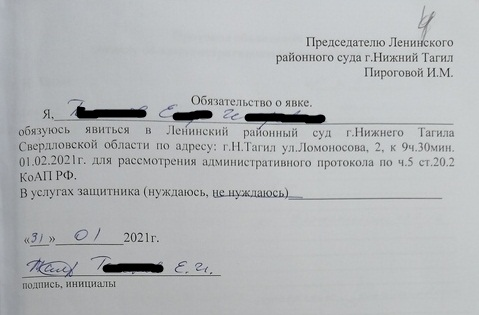
Обязательство о явке в суд по делу об административном правонарушении. Взято у лица, в отношении которого был составлен 31 января 2021 года протокол по «неарестной» части 5 статьи 20.2 КоАП РФ

Кодекс Российской Федерации об административных правонарушениях не предусматривает возможности отобрания обязательства о явке. Тем не менее, полиция иногда отбирает у привлекаемых лиц письменное обязательство о явке в отдел полиции или суд в связи с делом об административном правонарушении. Возможность введения обязательства о явке в законодательство по делам об административном правонарушении обсуждалась. Так, в подготовленном 30 января 2020 года Министерством юстиции Российской Федерации проекте федерального закона «Процессуальный кодекс Российской Федерации об административных правонарушениях» среди «мер обеспечения производства по делу об административном правонарушении» предусматривалось обязательство о явке.

## Обязательство о явке в уголовно-процессуальном праве других стран
- Беларусь В уголовно-процессуальном кодексе Республики Беларусь по состоянию на 2018 год среди «иных мер процессуального принуждения» значится обязательство о явке[11]
- Казахстан В Уголовно-процессуальном кодексе Республики Казахстан (по состоянию на 2015 год) есть глава 19 «Иные меры процессуального принуждения», в которой содержится статья 156 «Обязательство о явке к лицу, осуществляющему досудебное расследование, и в суд»[12].